# ブラフマグプタ

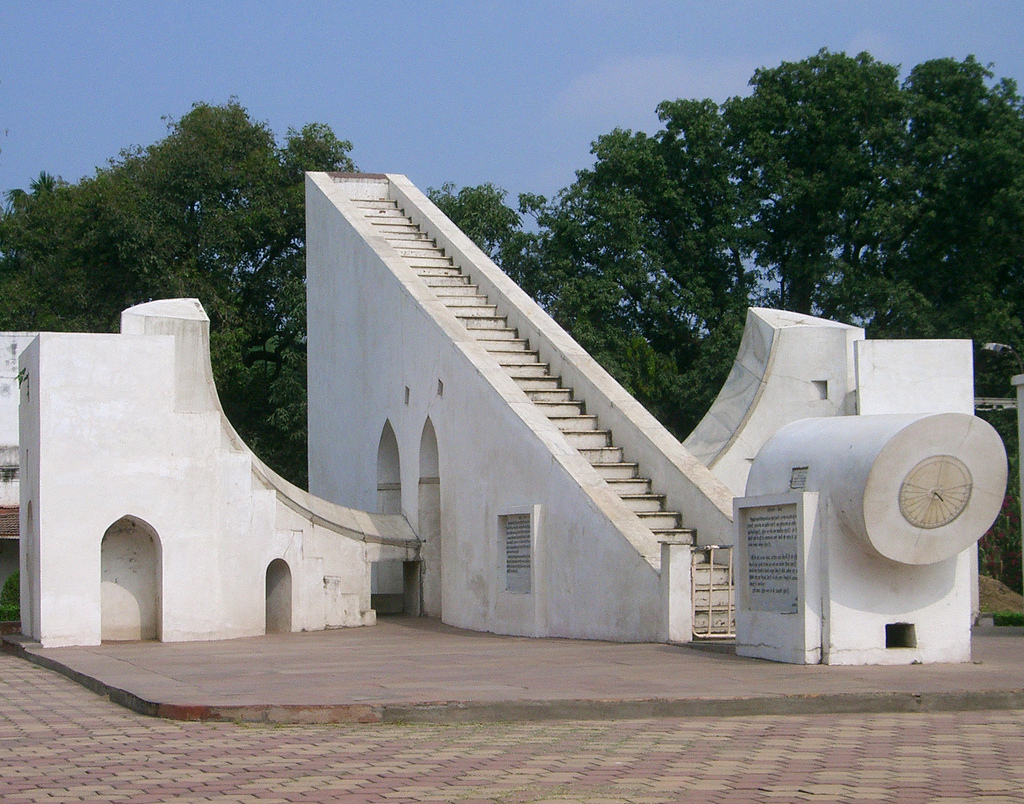
ブラフマグプタが学究生活を送ったウッジャイニー（現ウッジャイン）は古代から近代に至るまでインド天文学の中心地であり、標準時や地球の大きさを測る際の基準となる経線もここに設定されていた。写真のウッジャインのジャンタル・マンタルは、18世紀のマハーラージャの一人ジャイ・シング2世が建てた巨大な日時計で、天文観測台も兼ねる。

ブラフマグプタ（Brahmagupta、598年 – 665年以降没）はインドの数学者・天文学者。ブラーマグプタとも呼ばれる。
数理天文書『ブラーマ・スプタ・シッダーンタ』（628年）と『カンダ・カーディヤカ』（665年）を作った。
彼の生涯についてはよく分かっていないが、現在のインド中央部に位置するウッジャインという町で暮らし、そこにあった天文台の天文台長であったことが知られている。
彼の父親は有名な占星術師だった。
その著作はイスラーム世界やヨーロッパにインド数学や天文学を伝える役割を果たした。

## 生涯
『ブラーフマ・スプタ・シッダーンタ』中の一節に「シャカ紀元550年にジシュヌ（Jiśṇu）の息子ブラフマグプタ、齢30が、よき数学者や天文学者を楽しませるため、この書をつくって差し上げる」という言葉がある。シャカ紀元元年が西暦78年に当たるので、ブラフマグプタの生年は西暦598年、『ブラーフマ・スプタ・シッダーンタ』の成立が628年になる。また、没年に関しては不明であるが、『カンダ・カーディヤカ』が665年につくられたことが明らかになっているため、少なくとも665年（67歳）までは生きていたことがわかっている。
生誕地に関しては、9世紀のブラフマグプタの注釈者、プルトゥーダカ・スヴァーミン（Pṛthūdaka Svāmin）が、ブラフマグプタのことを「ビッラマーナの先生」を意味する Bhillamānācārya という名前で呼んでいることから、ビッラマーナ（Bhillamāna）の生まれであると推測されている。ビッラマーナは現代のラージャスターン州とグジャラート州の州境近くにあるビンマルに比定されている。
ブラフマグプタが活動した時代は、玄奘三蔵が貞観年間に西域を旅した時期（629年 - 645年）と重なっている。当時の南アジアは、6世紀ごろまでヒンドゥスタン平原に広域支配を確立していたグプタ朝が西方からの遊牧民族の度重なる侵入により衰退し、各地に小国家が分立割拠していた時代であった。玄奘の『大唐西域記』巻十一には、毗羅摩羅（Pi-lo-mo-lo）を都とする瞿折羅（Kiu-che-lo）国と、その東南に隣接する鄔闍衍那（U-she-yen-na）国に関する記載があり、それぞれ、ビッラマーナ、ウッジャイニー（現ウッジャイン）のことであると解されている。瞿折羅国は、7世紀のバーナバッタの韻文『ハルシャカリタ』中に記載があるグルジャラデーシャ（又はグルジャラ国）であると解され、『大唐西域記』によると、玄奘が訪れた当時、すなわちブラフマグプタが『ブラーフマ・スプタ・シッダーンタ』を作った年より少し後の時点は、智勇高遠で仏法を深く信仰する二十歳の若者が王であった。少し古い研究になるが、1907年10月に英領インドの植民地官僚で、インド学者、古銭学者のA. M. T. ジャクソンは、この若い王の先代が、"White Hun"が鋳造した貨幣中に、シュリーチャーパ（Śrī Chāpa）王朝のヴィヤーグラハムカ (Vyāgrahamukha) の名前で言及される王であり、この父王の下で、ブラフマグプタは『ブラーフマ・スプタ・シッダーンタ』を作ったと主張した。

## 業績

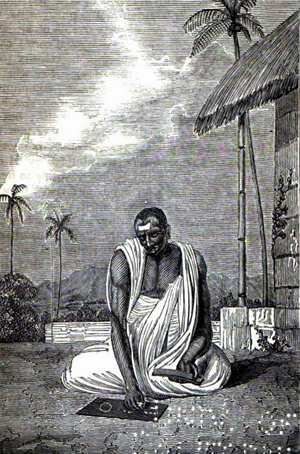
1808年にフランスで出版された『インド人』というタイトルの本の挿絵（フランス・バルタザール・ソルヴィンス画）。「日食を計算する古代インドの天文学者」というキャプションがつけられているが、ブラフマグプタを描こうとしたものではない。

628年に、総合的な数理天文書『ブラーフマ・スプタ・シッダーンタ』(Brāhmasphuṭasiddhānta) を著した。この中の数章で数学が扱われており、第12章はガニタ（算術）、第18章はクッタカ（代数）にあてられている。クッタカという語は、もとは「粉々に砕く」という意味だったが、のちに係数の値を小さくしてゆく逐次過程の方法を意味するようになり、代数の中で不定解析を表すようになった。この書では、0 と負の数にも触れていて、その算法は現代の考え方に近い（ただし 0 ÷ 0 ＝ 0 と定義している点は現代と異なっている）。ブラフマグプタの問題と呼ばれる二次不定方程式 (x2 − 92y2 = 1) の最小整数解 (x = 1151, y = 120) も同書で示している。また、665年に著した天文書『カンダ・カーディヤカ』(Khaṇḍakhādyaka) では、三角法をヴァラーハミヒラの時代からさらに発展させた。
ブラフマグプタが見いだしたものは他にもある。ブラフマグプタの公式と呼ばれる式がその一つである。円の内接四角形の面積を求めるその式は、ヘロンの公式を内包している。2つの公式の関係は、ちょうど余弦定理がピタゴラスの定理を内包しているのに似ている。
同じく円に内接する四角形に関するもので、ブラフマグプタの定理もある。対角線が直交する場合に、その交点から1つの辺への垂線の延長が対辺を二等分するというものである。
ブラフマグプタの二平方恒等式と呼ばれる式もある。2つの平方数の和で表される2つの数の積が、2つの平方数の和で表せる事を示す式である：
(a2 + b2)(c2 + d2) = (ac − bd)2 + (ad + bc)2.
この等式は、フィボナッチが彼の著書に書いたことでフィボナッチの二平方恒等式とも呼ばれる。3世紀の数学者ディオファントスもこの恒等式を知っていたと見られる。先のブラーマグプタの公式とヘロンの公式の関係のように、このブラフマグプタの二平方恒等式はオイラーの四平方恒等式やデゲンの八平方恒等式に拡張される。